# Dulcinea (planeta)
Dulcinea (Mi Arae c, HD 160691 c) – planeta pozasłoneczna krążąca wokół gwiazdy Cervantes (Mi Arae).

## Nazwa
Nazwa planety została wyłoniona w publicznym konkursie w 2015 roku. Dulcynea z Toboso to imię damy serca Don Kichota, bohatera powieści Miguela de Cervantesa „Don Kichot”. Nazwę planety zaproponowali pracownicy Planetario de Pamplona (Hiszpania).

## Charakterystyka
Jej odkrycie zostało ogłoszone 25 sierpnia 2004 roku. W tym czasie jej minimalną masę szacowano na 14 razy większą od Ziemi, choć później, po odkryciu kolejnych planet w tym układzie, ustalono ją na 10,5 mas Ziemi. Planeta ta krąży bardzo blisko gwiazdy, wykonując pełny obieg co 9,6 dni.